# Костя (правитель Молдавского княжества)

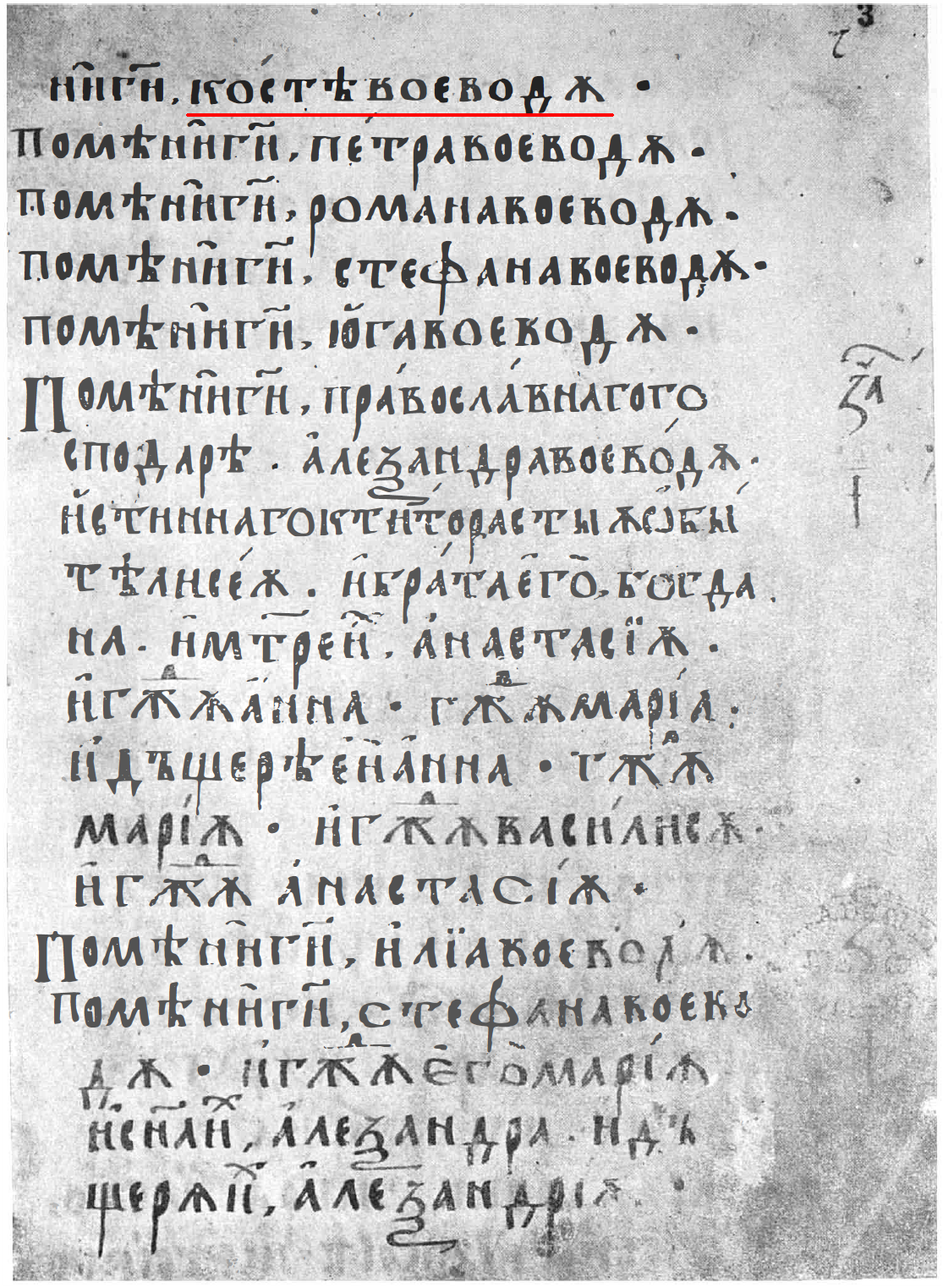
Упоминание Кости(Штефана) Воеводы в книге усопших(помельник) монастыря Бистрица.

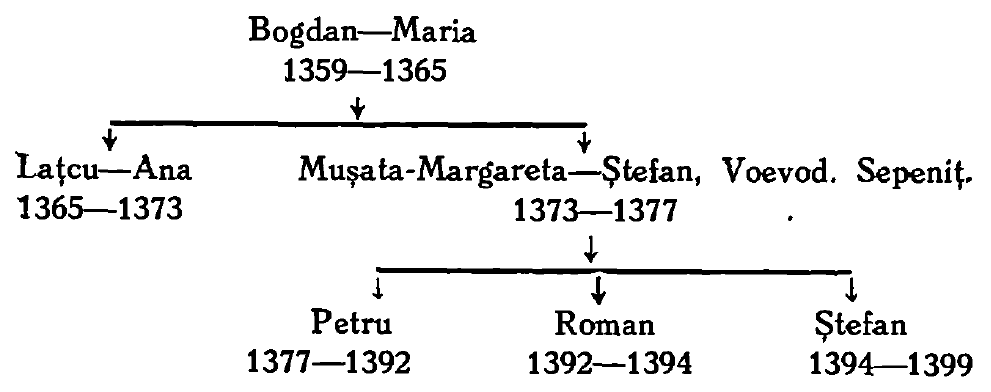
Генеалогическое древо первых правителей Молдовы - вариант, предложенный румынским историком Штефаном Паску

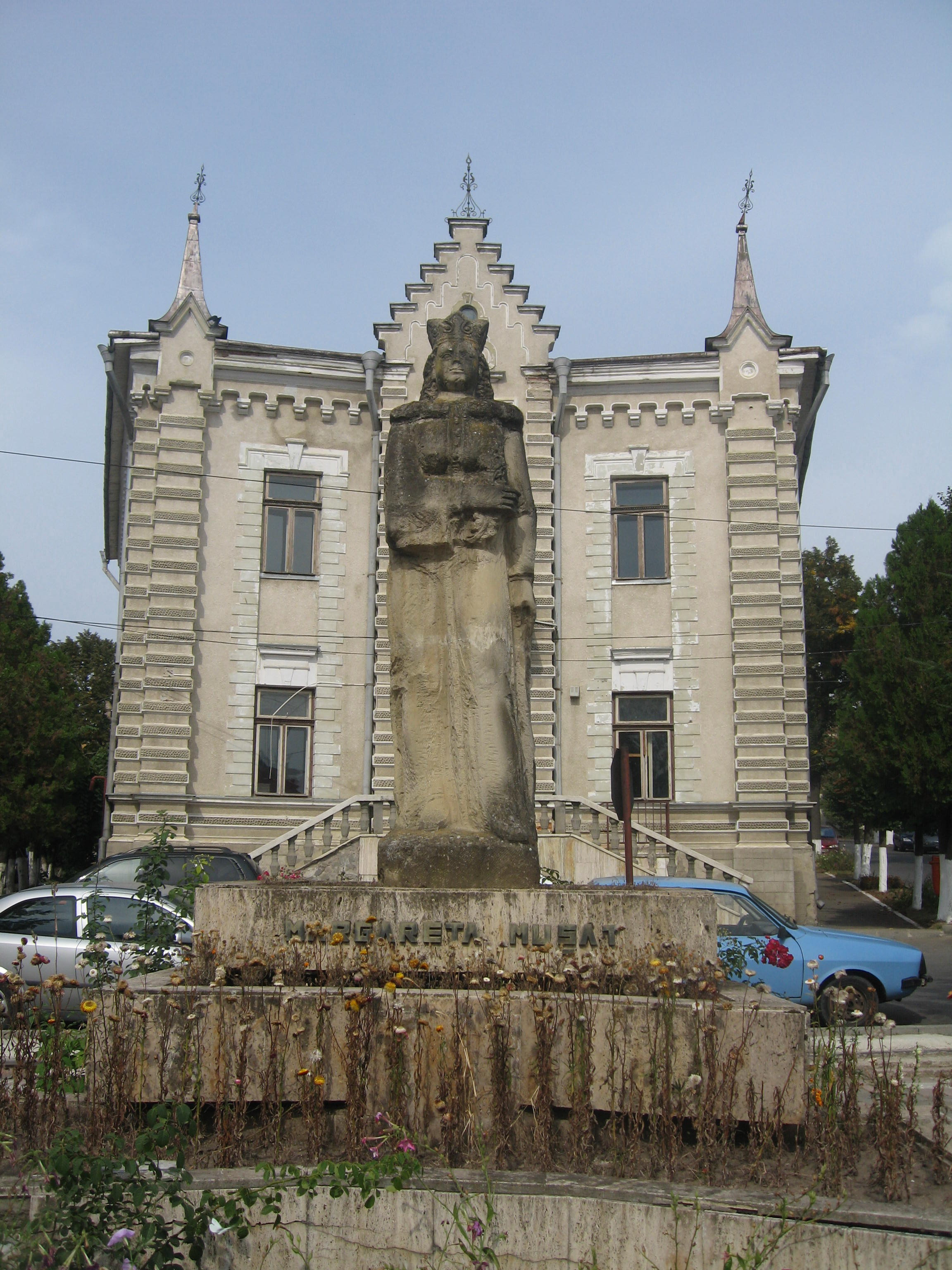
Статуя жены правителя - Мушата(Маргарета).Скульптор Дан Ковэтару(Dan Covătaru):ro:Dan Covătaru.Инаугурирована 21 июня 1986 в центре города Сирет, Румыния.

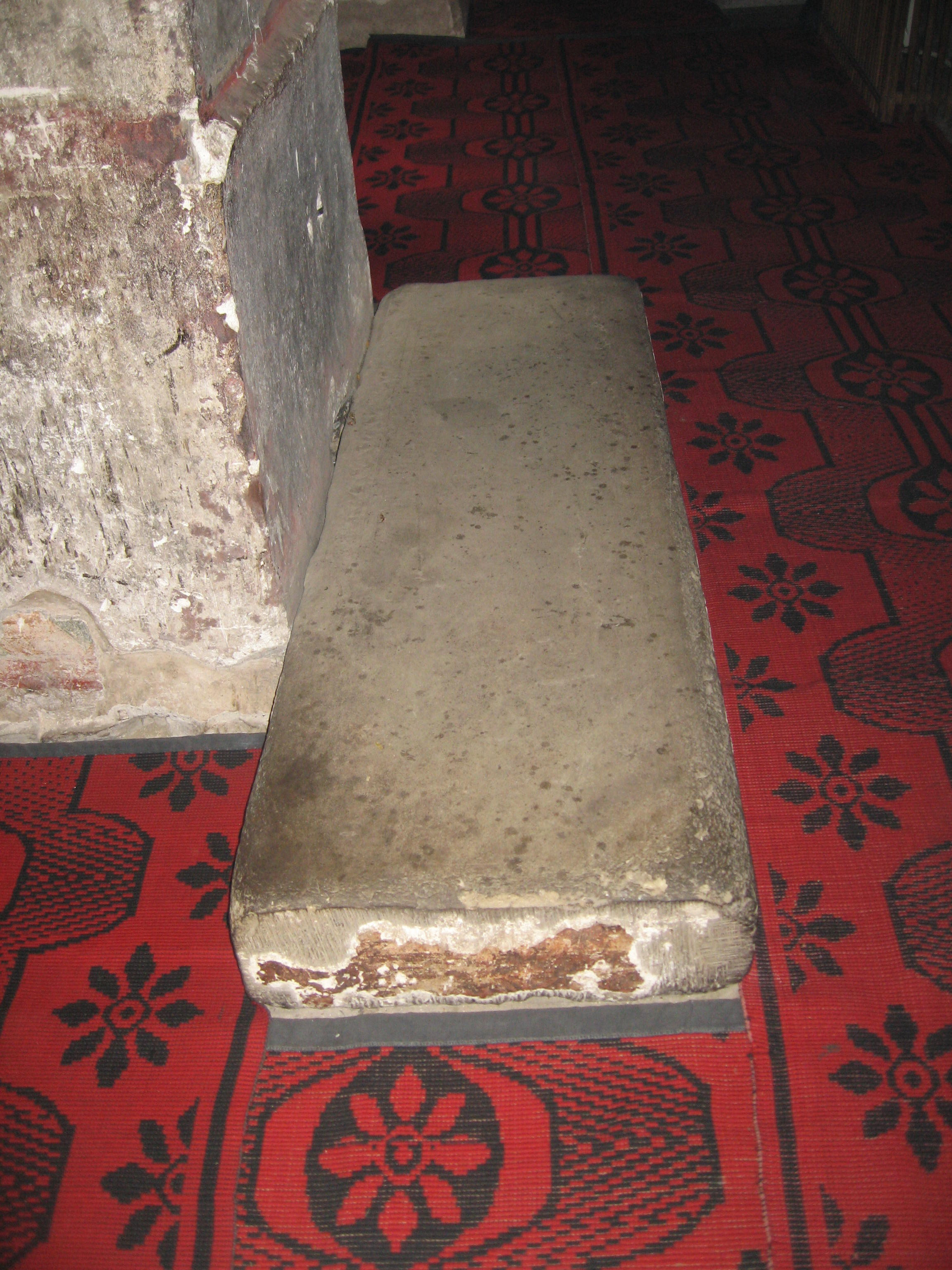
Могила правителя в монастыре Богдана, Рэдэуць, Румыния.

Костя Молдавский (Штефан из Щепениц; молд. Костѣ воєводѫ, Костя, Штефан) — правитель (господарь) Молдавского княжества в 1373—1375 годах.

## Биография
Есть предположение, что он являлся родственником правителя Валахии Басараба I.
Костя был женат на дочери Богдана I Мушате (Маргарите), из них берёт начало род Мушатов. У них было трое детей Петру, Роман и Штефан, каждый из которых впоследствии правил Молдавским княжеством.
В документе 1392 года упоминается, что по приказу жены Кости в Сирете была построена церковь Иоанна Крестителя, в которой она была позже похоронена.